# Sophie Skelton

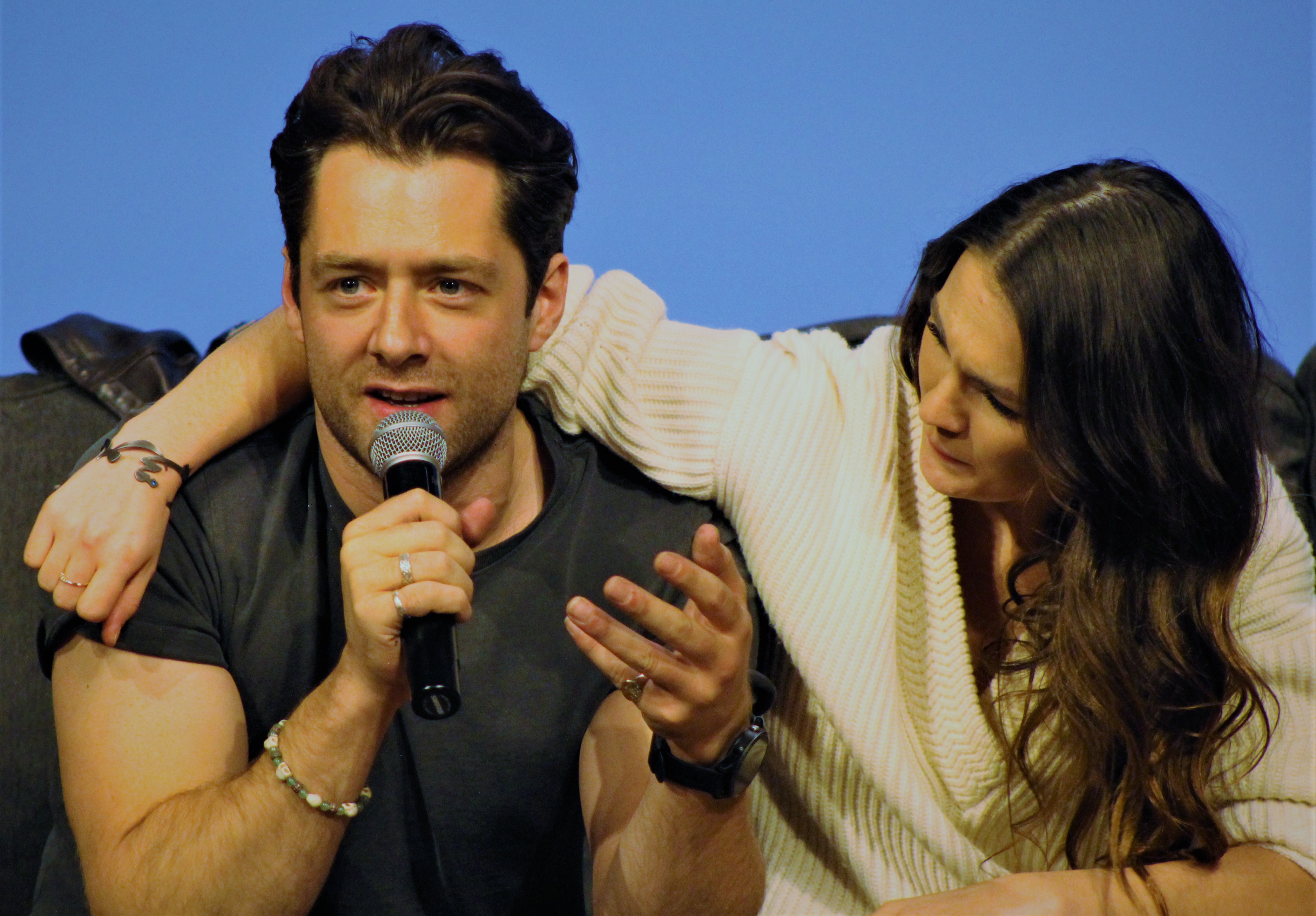
Richard Rankin i Sophie Skelton na spotkaniu z fanami serialu Outlander (2018)

Sophie Skelton (ur. 7 marca 1994 w Woodford) – angielska aktorka, która wystąpiła m.in. w serialu Outlander.

## Filmografia

### Filmy
| Rok  | Tytuł                      | Rola         | Uwagi       |
| ---- | -------------------------- | ------------ | ----------- |
| 2014 | The War I Knew             | Margaret     |             |
| 2016 | Blackbird                  | Rose         | krótkometr. |
| 2017 | Another Mother's Son       | Jess         |             |
| 2017 | Day of the Dead: Bloodline | Zoe Parker   |             |
| 2018 | Kod 211                    | Lisa MacAvoy |             |
| 2022 | Stalker                    |              |             |
| 2025 | Row                        | Lexi         |             |

### Telewizja
| Rok        | Tytuł                       | Rola                           | Stacja  | Uwagi                  |
| ---------- | --------------------------- | ------------------------------ | ------- | ---------------------- |
| 2012       | DCI Banks                   | Becca Smith                    | ITV     | 2 odc.                 |
| 2013       | The Dumping Ground          | Esme Vasquez-Jones             | CBBC    | 1 odc.                 |
| 2013       | Waterloo Road               | Eve Boston                     | BBC One | 4 odc.                 |
| 2013, 2015 | Doctors                     | Yasmin Carish, Ellen Singleton | BBC     | 2 odc.                 |
| 2015       | Detektyw Foyle              | Student Jane                   | ITV     | 1 odc.                 |
| 2015       | So Awkward                  | Sofia Matthews                 | CBBC    | 12 odc.                |
| 2015       | Na sygnale                  | Gemma Holt                     | BBC One | 2 odc.                 |
| 2016       | Ren: The Girl with the Mark | Ren                            |         | w gł. obsadzie, 5 odc. |
| od 2016    | Outlander                   | Brianna Randall                | STARZ   | w gł. obsadzie         |
| 2023       | Castlevania: Nocturne       | Julia Belmont                  | Netflix | 1 odc.                 |